# Matheus Leist
Matheus Tobias Leist (ur. 2 marca 1997) – brazylijski kierowca wyścigowy.

## Życiorys
Po startach w kartingu, Leist rozpoczął międzynarodową karierę w jednomiejscowych samochodach wyścigowych w 2014 roku od startów w Brazylijskiej Formule 3 w klasie Light, gdzie wygrał dwa wyścigi i dziewięciokrotnie stawał na podium. Zdobyte 115 punktów sklasyfikowały go na drugim miejscu.
W 2015 roku Brazylijczyk podpisał kontrakt z ekipą Double R Racing na starty w Europejskiej Formule 3. Wystartował w 2 wyścigach, jednak nie zdołał zdobyć punktów. W tym samym roku był piąty w mistrzostwach MSA Formula Certified by FIA Powered by Ford EcoBoost. W 2016 roku Leist zdobył tytuł mistrza Brytyjskiej Formuły 3 BRDC.

## Wyniki

### Podsumowanie
| Sezon     | Seria                                                 | Zespół          | Wyścigi | Zwycięstwa | PP | NO | Podium | Punkty | Pozycja |
| --------- | ----------------------------------------------------- | --------------- | ------- | ---------- | -- | -- | ------ | ------ | ------- |
| 2014      | Brazylijska Formuła 3 Light                           | Cesário F3      | 16      | 2          | 2  | 1  | 9      | 115    | 2       |
| 2015      | Europejska Formuła 3                                  | Double R Racing | 2       | 0          | 0  | 0  | 0      | 0      | 41      |
| 2015      | MSA Formula Certified by FIA Powered by Ford EcoBoost | Double R Racing | 29      | 2          | 1  | 1  | 7      | 273    | 5       |
| 2015/2016 | MRF Challenge - Formula 2000                          |                 | 2       | 0          | 0  | 0  | 0      | 20     | 14      |
| 2016      | Brytyjska Formuła 3 BRDC                              | Double R Racing | 23      | 4          | 1  | 6  | 11     | 493    | 1       |